# Schweiz i olympiska vinterspelen 1964
Schweiz deltog i olympiska vinterspelen 1964. Schweiz trupp bestod av 72 idrottare, 60 män och 12 kvinnor. Detta var det första vinterspel då Schweiz inte tog några medaljer, det andra med sommarspelen inräknade.

## Resultat

### Alpin skidåkning
- Störtlopp herrar
  - Jos Minsch - 4
  - Willy Favre - 8
  - Dumeng Giovanoli - 13
  - Georg Grünenfelder - 18

- Storslalom herrar
  - Willy Favre - 4
  - Jos Minsch - 9
  - Beat von Allmen - 14
  - Edy Bruggmann - 19

- Slalom herrar
  - Adolf Mathis - 6
  - Stefan Kälin -10
  - Willy Favre - 14
  - Jos Minsch - DNF

- Störtlopp damer
  - Heidi Obrecht - 17
  - Theres Obrecht- 19
  - Ruth Adolf - 20

- Storslalom damer
  - Fernande Bochatay - 9
  - Theres Obrecht - 11
  - Ruth Adolf - 12
  - Françoise Gay - 15

- Slalom damer
  - Françoise Gay - 13
  - Heidi Obrecht - 14
  - Theres Obrecht - 25
  - Fernande Bochatay - DNF

### Backhoppning
- Normal backe herrar
  - Heribert Schmid - 25
  - Ueli Scheidegger - 48
  - Josef Zehnder - 51

- Stor backe herrar
  - Heribert Schmid - 46
  - Josef Zehnder - 48
  - Ueli Scheidegger - 51

### Bob
- Två-manna
  - Hans Zoller och Robert Zimmermann - 10
  - Herbert Kiesel och Oskar Lory - 17

- Fyra-manna
  - Herbert Kiesel, Bernhard Wild, Hansruedi Beugger och Oskar Lory - 8
  - Hans Zoller, Hans Kleinpeter, Fritz Lüdi och Robert Zimmermann - 10

### Hastighetsåkning på skridskor
- 500 m herrar
  - Jean-Pierre Guéron - 43

- 1 500 m herrar
  - Ruedi Uster - 44
  - Jean-Pierre Guéron - 53

- 5 000 m herrar
  - Ruedi Uster - 32
  - Peter Büttner - 40

- 10 000 m herrar
  - Ruedi Uster - 29

### Ishockey
- Herrarnas turnering
  - Franz Berry, Roger Chappot, Rolf Diethelm, Elvin Friedrich, Gaston Furrer, Oskar Jenny, René Kiener, Pio Parolini, Kurt Pfammatter, Gérard Rigolet, Max Rüegg, Walter Salzmann, Herold Truffer, Peter Wespi, Otto Wittwer, Jürg Zimmermann och Peter Stammbach - 8

Schweiz förlorade samtliga gruppspelsmatcher i grupp A, som speledes om platserna 1-8, med totalt 57 insläppta mål och 9 gjorda.

### Konståkning
- Singel herrar
  - Markus Germann - 19
  - Peter Grütter - 24

- Par
  - Gerda Johner och Rüdi Johner - 6
  - Monique Mathys och Yves Ällig - 17

- Singel damer
  - Franziska Schmidt - 23
  - Monika Zingg - 27

### Längdskidåkning
- 15 km herrar
  - Hans Ammann - 29
  - Hans-Sigfrid Oberer - 31
  - Franz Kälin - 32
  - Konrad Hischier - 40

- 30 km herrar
  - Konrad Hischier - 27
  - Hans Ammann - 28
  - Georges Dubois - 39
  - Alphonse Baume - 43

- 50 km herrar
  - Alois Kälin - 20
  - Alphonse Baume - 26
  - Franz Kälin - 29
  - Georges Dubois - 31

- Stafett herrar
  - Konrad Hischier, Alois Kälin, Franz Kälin och Hans-Sigfrid Oberer - 9

### Nordisk kombination
- Individuell herrar
  - Alois Kälin - 12

### Rodel
- Singel herrar
  - Emil Egli - 18
  - Arnold Gartmann - 20
  - Ulrich Jucker - 26
  - Jean-Pierre Gottschall - 31

- Dubbel herrar
  - Beat Häsler - 9
  - Arnold Gartmann - 9
  - Emil Egli - 11
  - Hansruedi Roth - 11

- Singel damer
  - Ursula Amstein - 11
  - Elisabeth Nagele - 12
  - Monika Lücker - DNF

### Skidskytte
- 20 km herrar
  - Marcel Vogel - 45
  - Erich Schönbächler - 46
  - Willy Junod - 47
  - Peter Gerig - 48